# 토요타 바이오스
토요타 바이오스는 일본의 자동차 제조사인 토요타 자동차에서 2002년부터 솔루나의 후속으로 제조 및 판매하는 아시아 시장용 소형 세단이다.

## 1세대

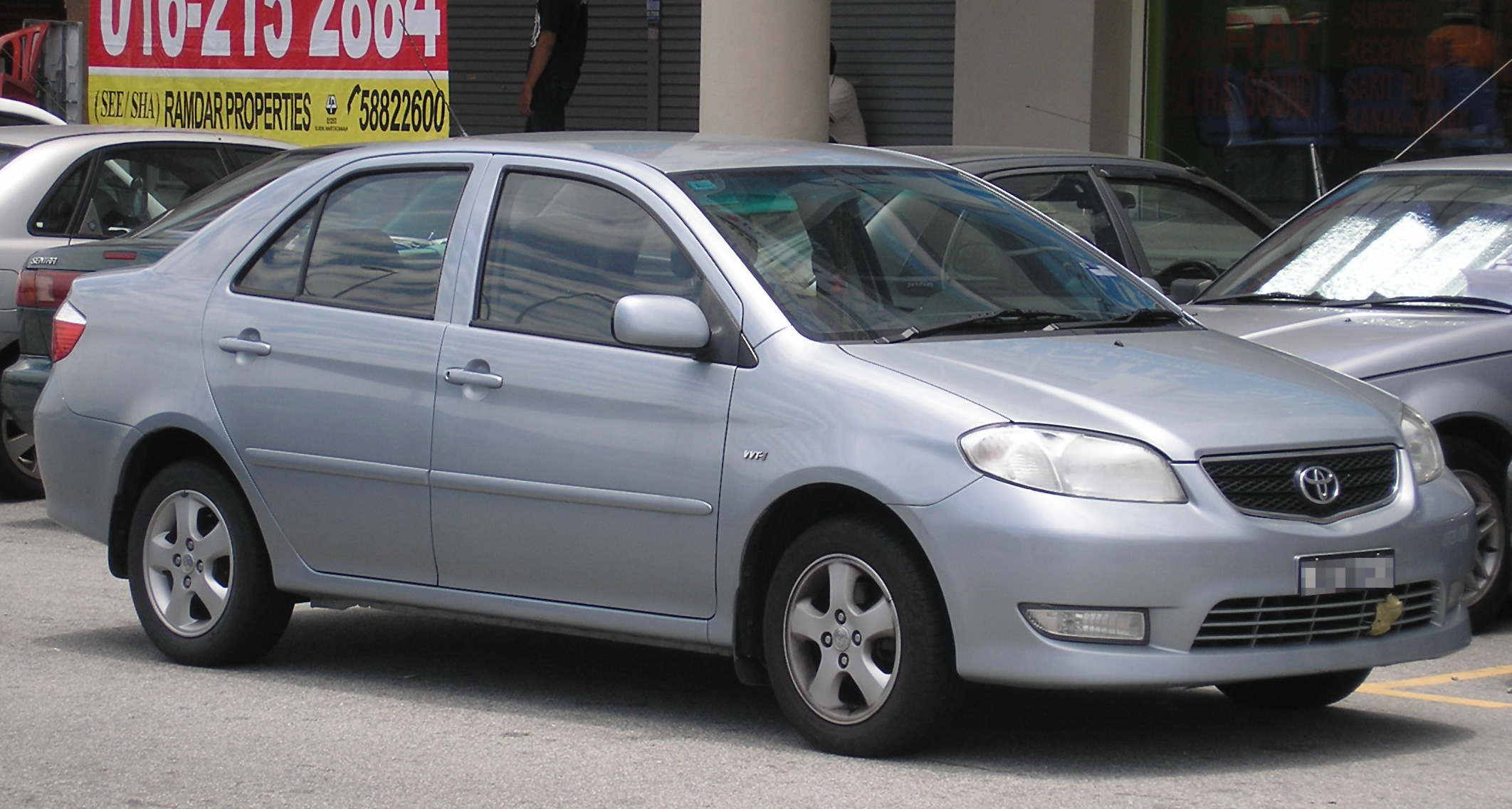
바이오스 전기형 전면부

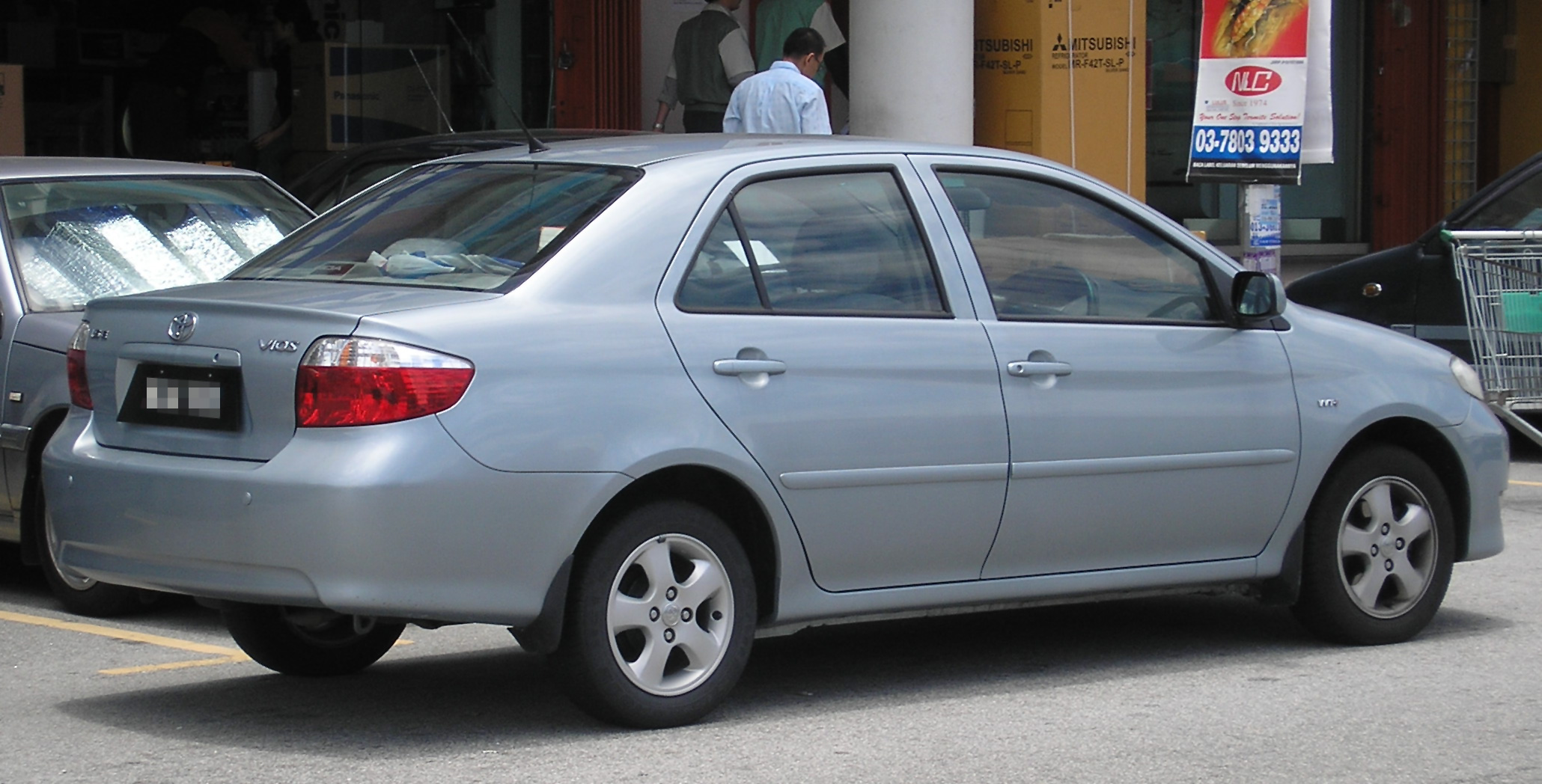
바이오스 전기형 후면부

터셀을 기반으로 하여 1996년부터 2002년까지 판매되었던 토요타 솔루나의 후속 차종으로 발표되었으며, 2002년 10월에 중국에서 최초로 출시되었다. 그리고 11월에는 태국에서 솔루나 바이오스로 발매되었으며, 이후 대만을 비롯한 여러 국가들에도 출시가 이루어졌다. 1세대 비츠를 기반으로 개발되었으며, 일본과 북미 등지에 판매되는 플라츠와는 다르게 동시대의 코롤라와 비슷한 인상으로 디자인되었다. 또한 솔루나보다 최신 기술이 보다 많이 탑재되었으나, 가격은 솔루나와 비슷하였다. 엔진은 대만과 아시아 시장에서는 1NZ-FE형 1.5L 엔진이, 필리핀에서는 2NZ-FE형 1.3L 엔진이 적용되었다. 중국에서는 5A-FE형 1.5L 엔진과 8A-FE형 1.3L 엔진이 적용되었으나, 2006년부터는 2SZ형 1.3L와 3SZ형 1.5L 엔진으로 변경되었다. 2005년에 페이스리프트를 거쳤으며, 대만에서는 다른 시장과는 달리 마이너체인지만 거치고 2013년까지 생산되었다.

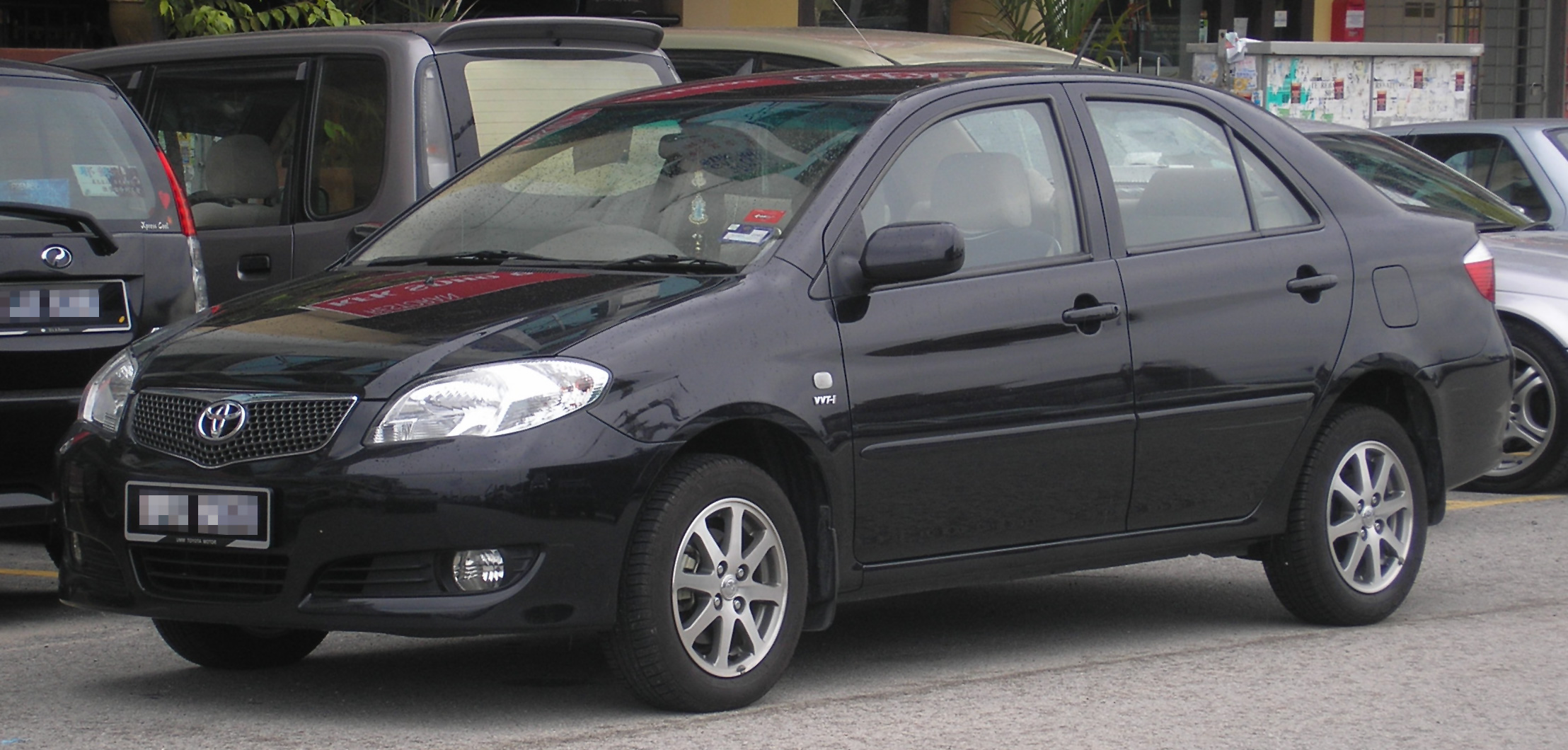
바이오스 후기형 전면부
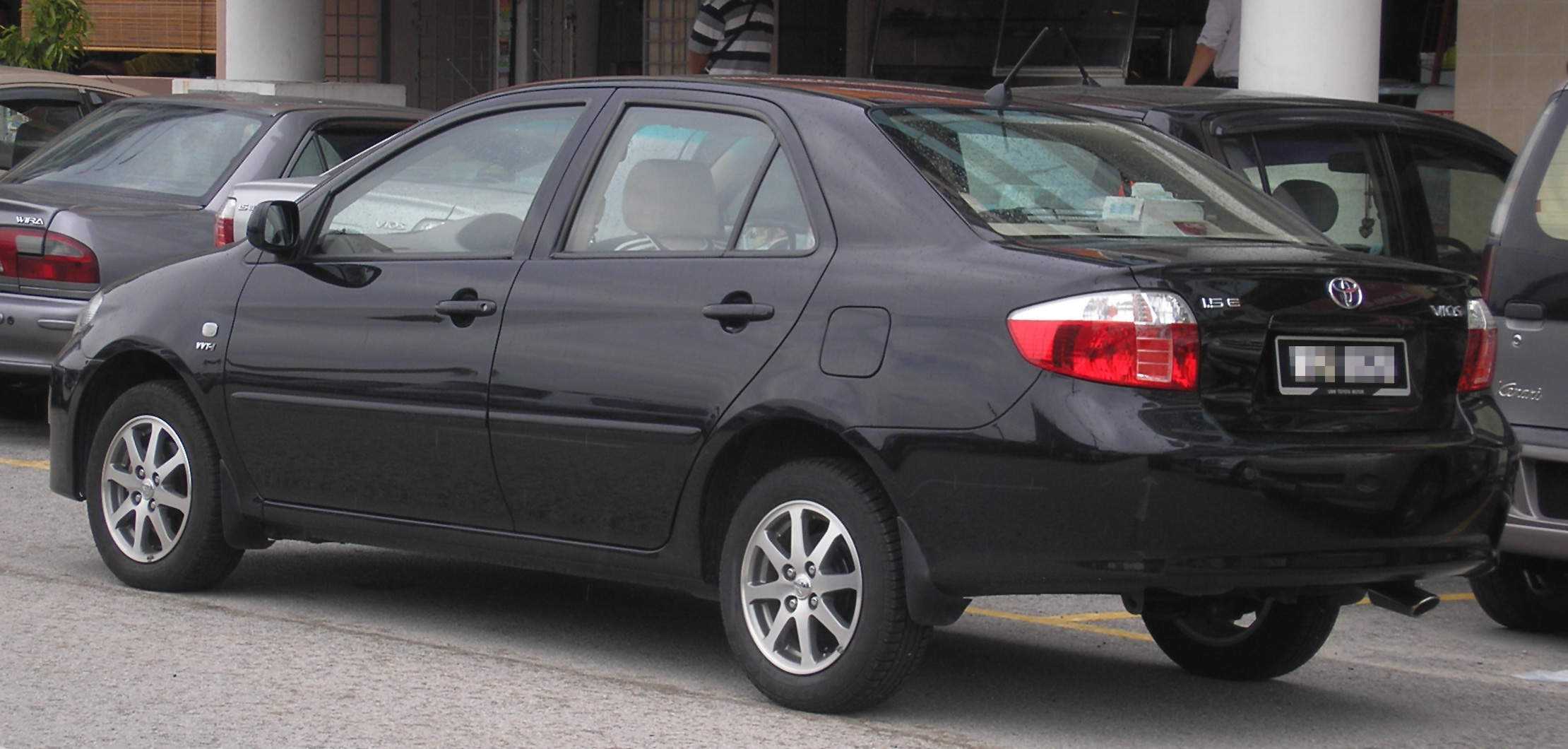
바이오스 후기형 후면부
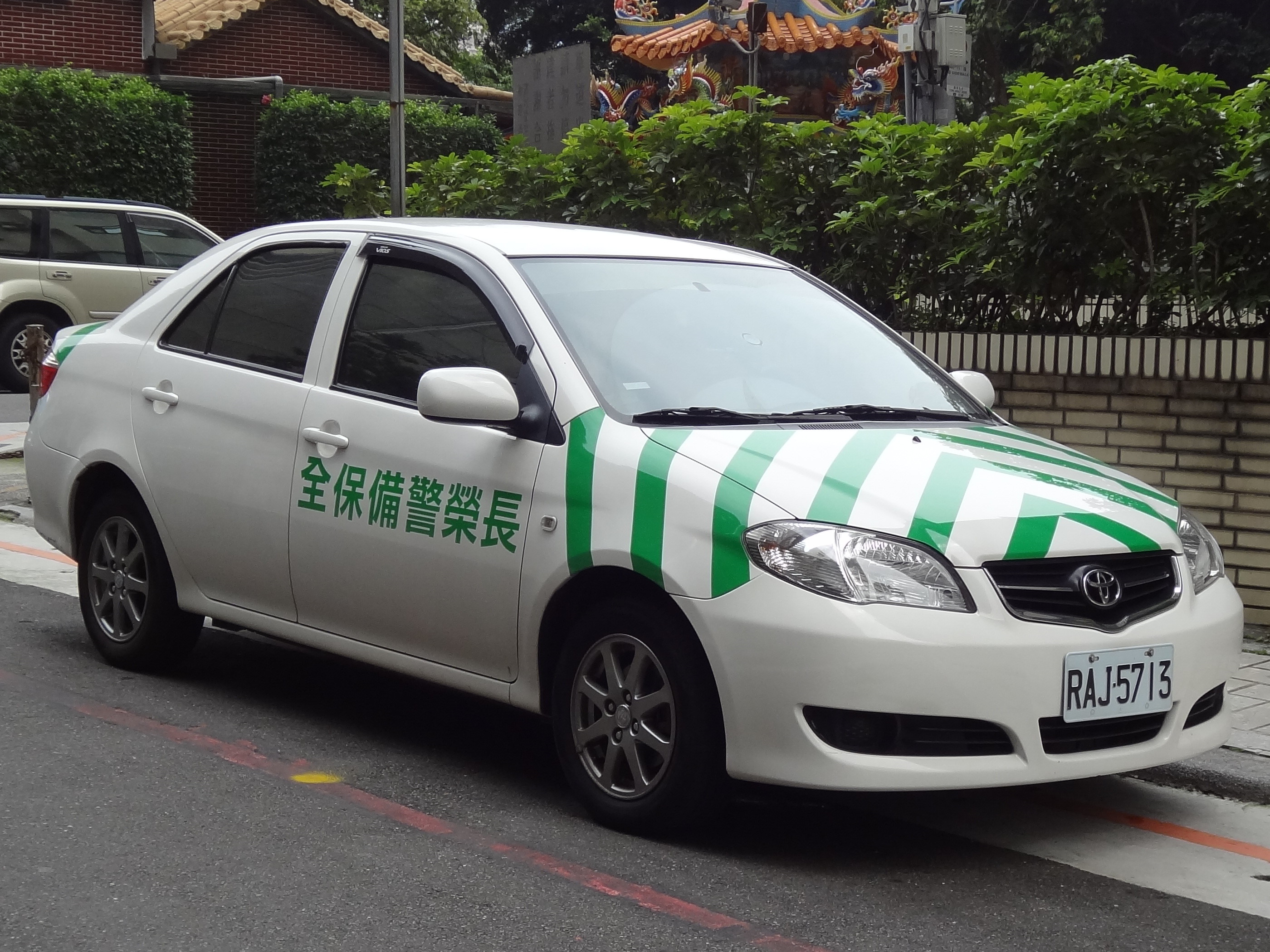
대만 시장용 바이오스 전면부(에버그린 보안 소속 차량)
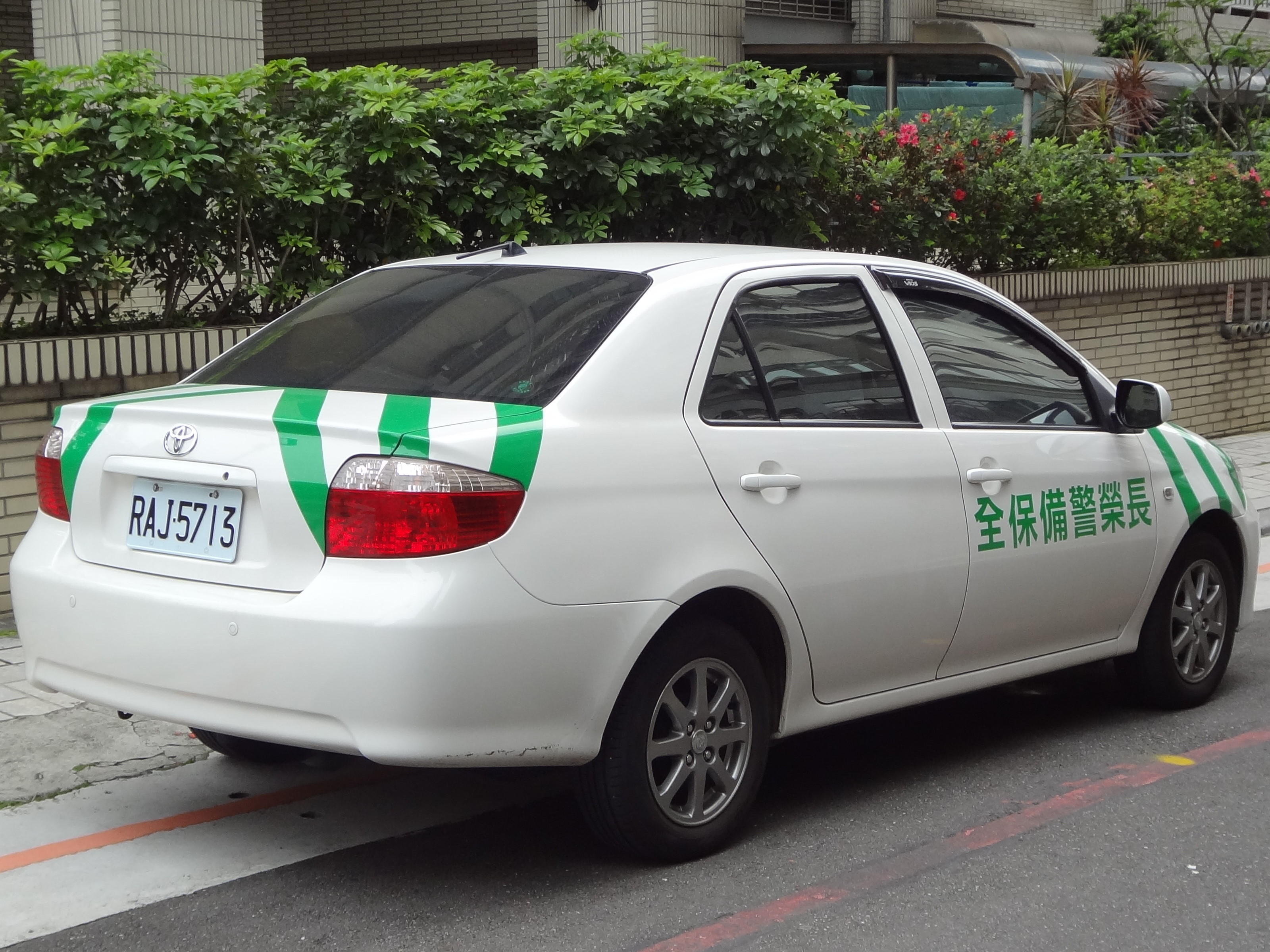
대만 시장용 바이오스 후면부(에버그린 보안 소속 차량)

## 2세대

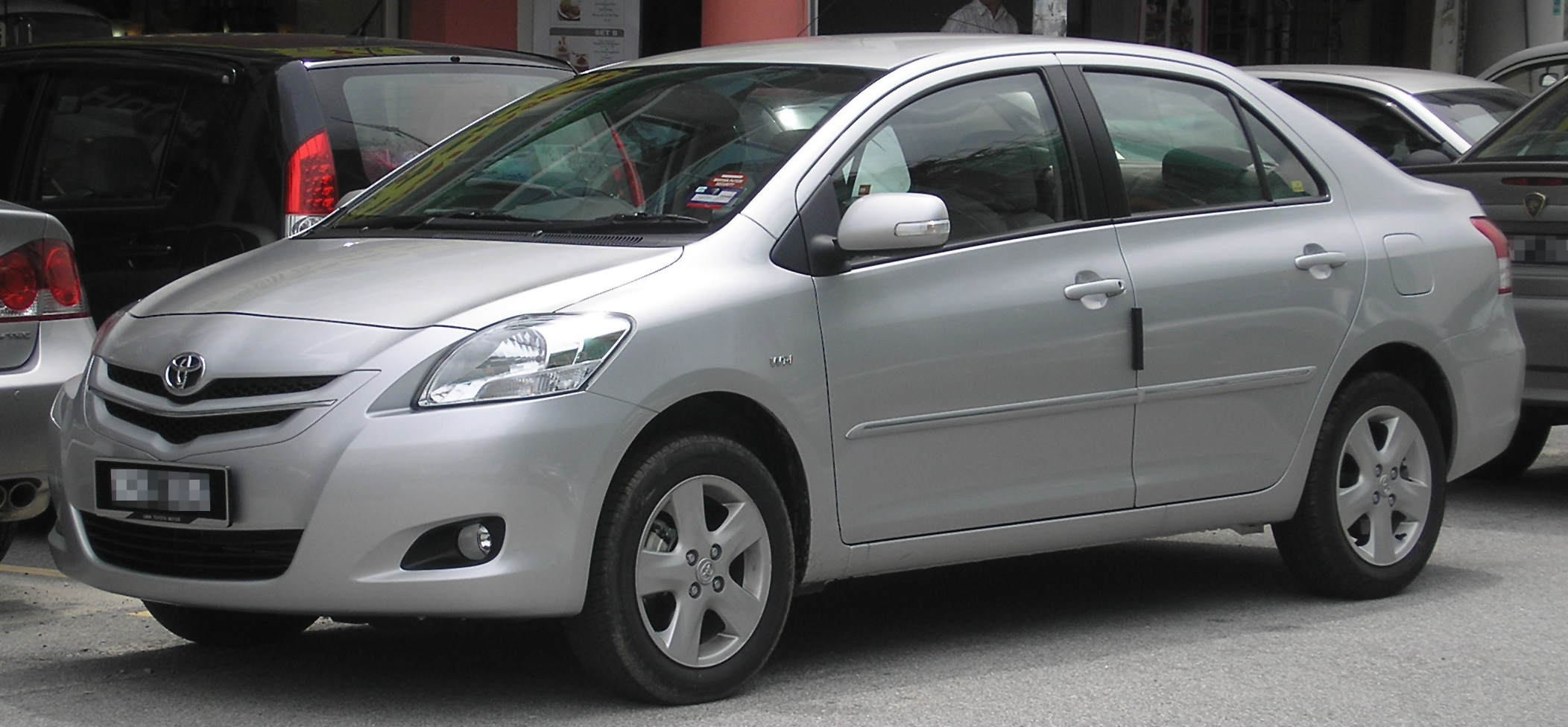
바이오스 전기형 전면부

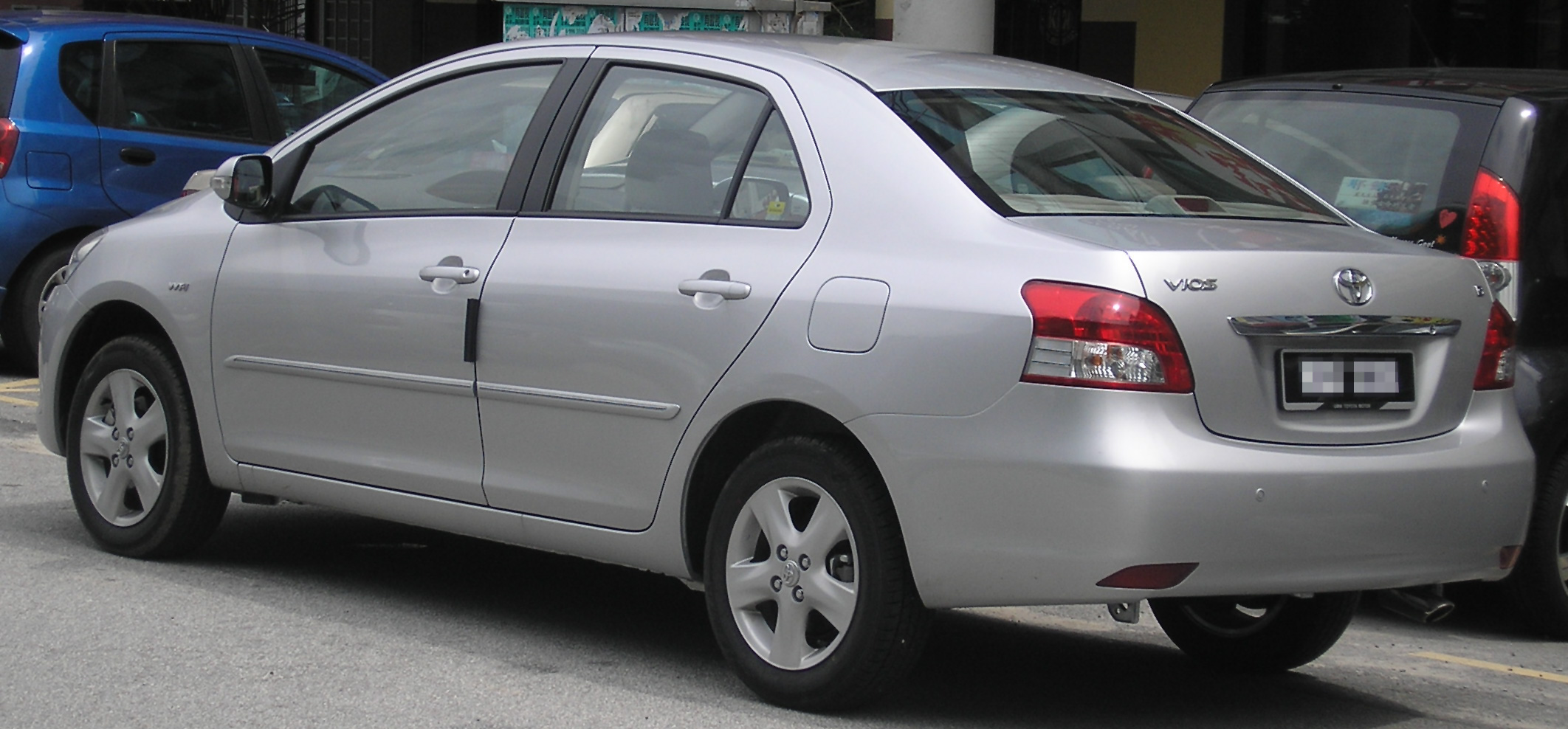
바이오스 전기형 후면부

2007년 3월에 태국에서 출시한 이후 여러 시장에도 순차적으로 발매되었으며, 중국에서도 2008년 2월 29일에 출시되었다. 일본과 북미, 오세아니아 등지에서 판매되는 벨타/야리스 세단의 아시아 사양이며, 사이드에 둘러진 몰딩으로 인해 전폭이 조금 더 크고 인도네시아 사양의 전면부가 다소 다르다. 2010년에 벨타와 다른 디자인으로 페이스리프트되었고, 2013년까지 생산되었다.

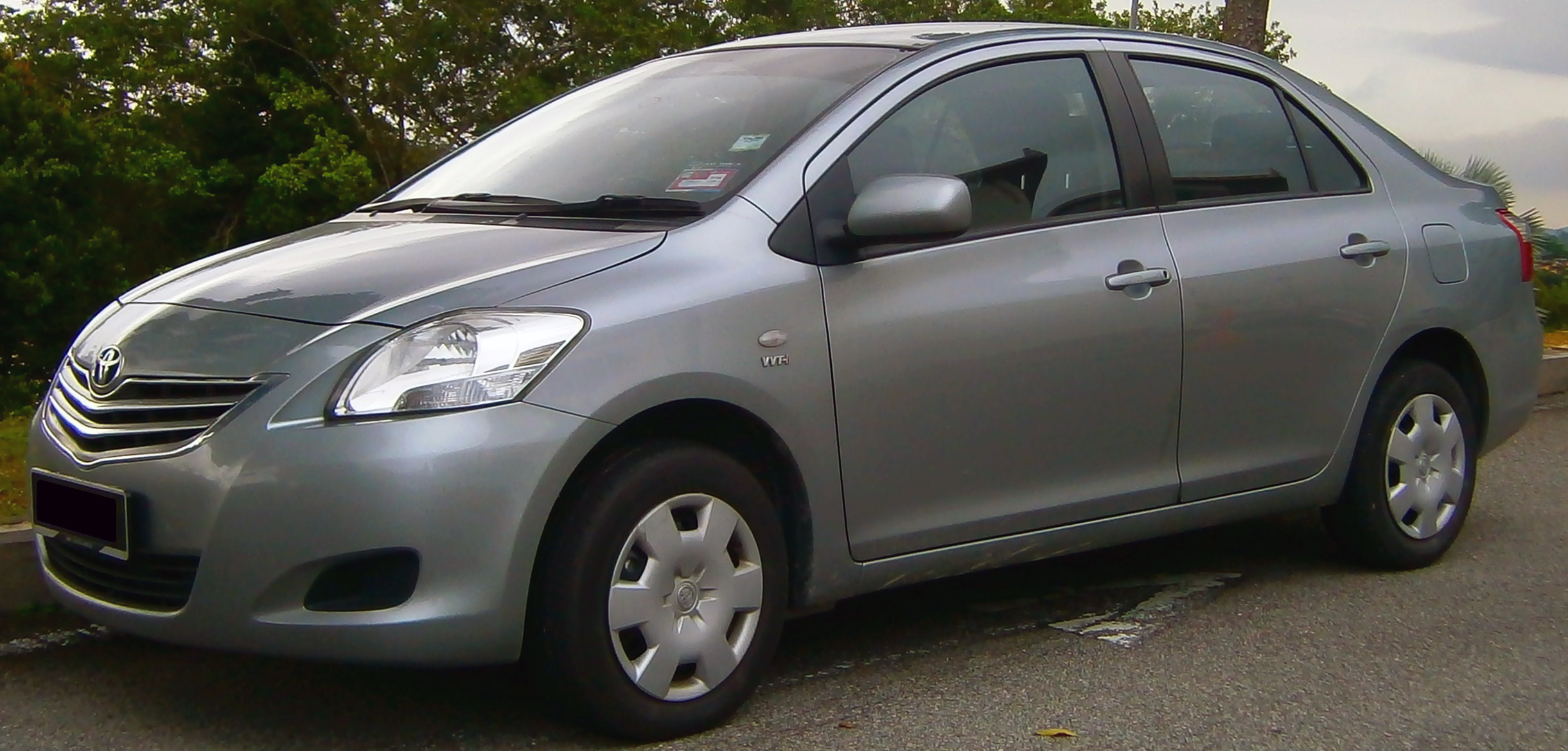
바이오스 후기형 후면부
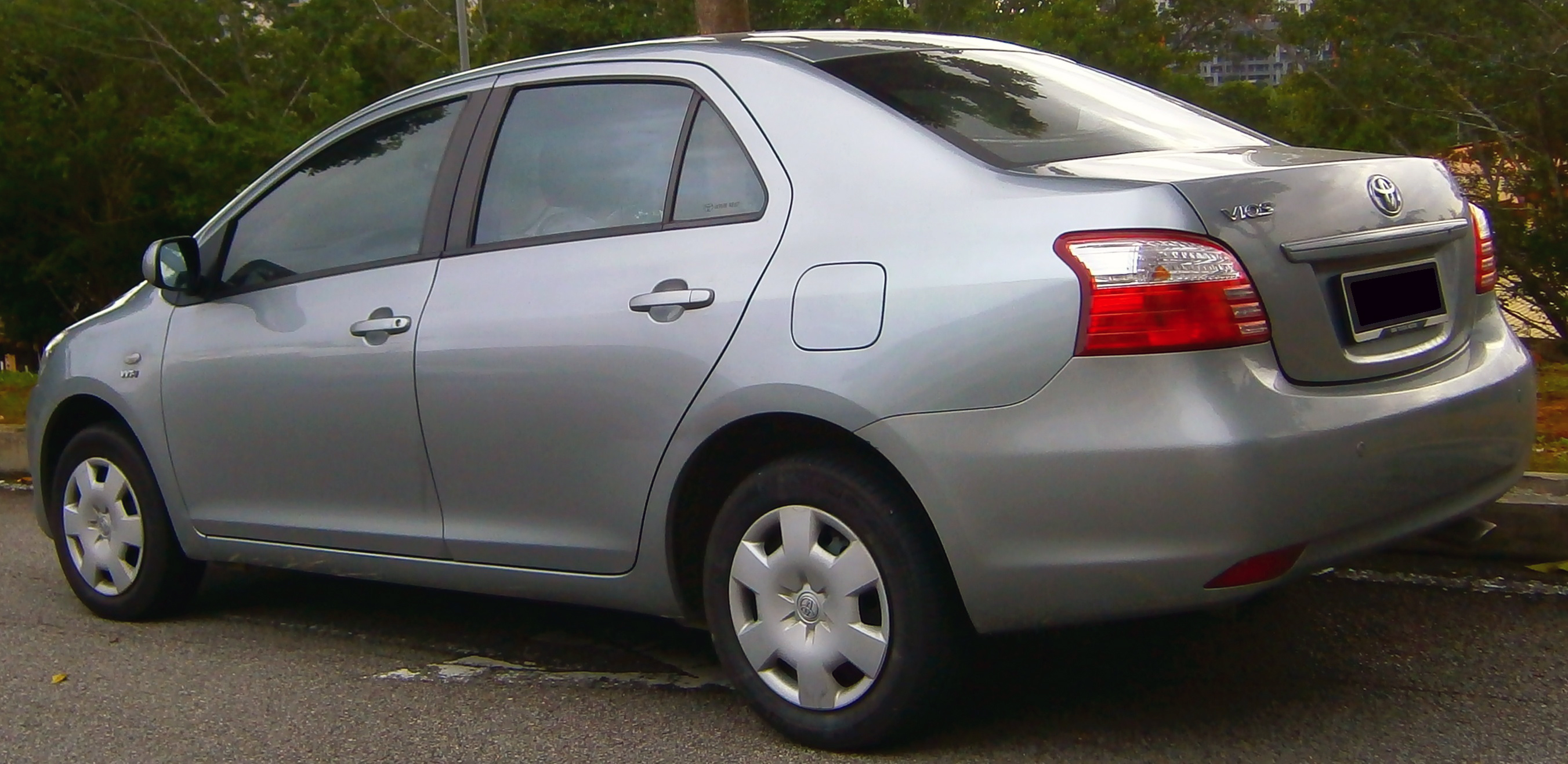
바이오스 후기형 후면부

## 3세대

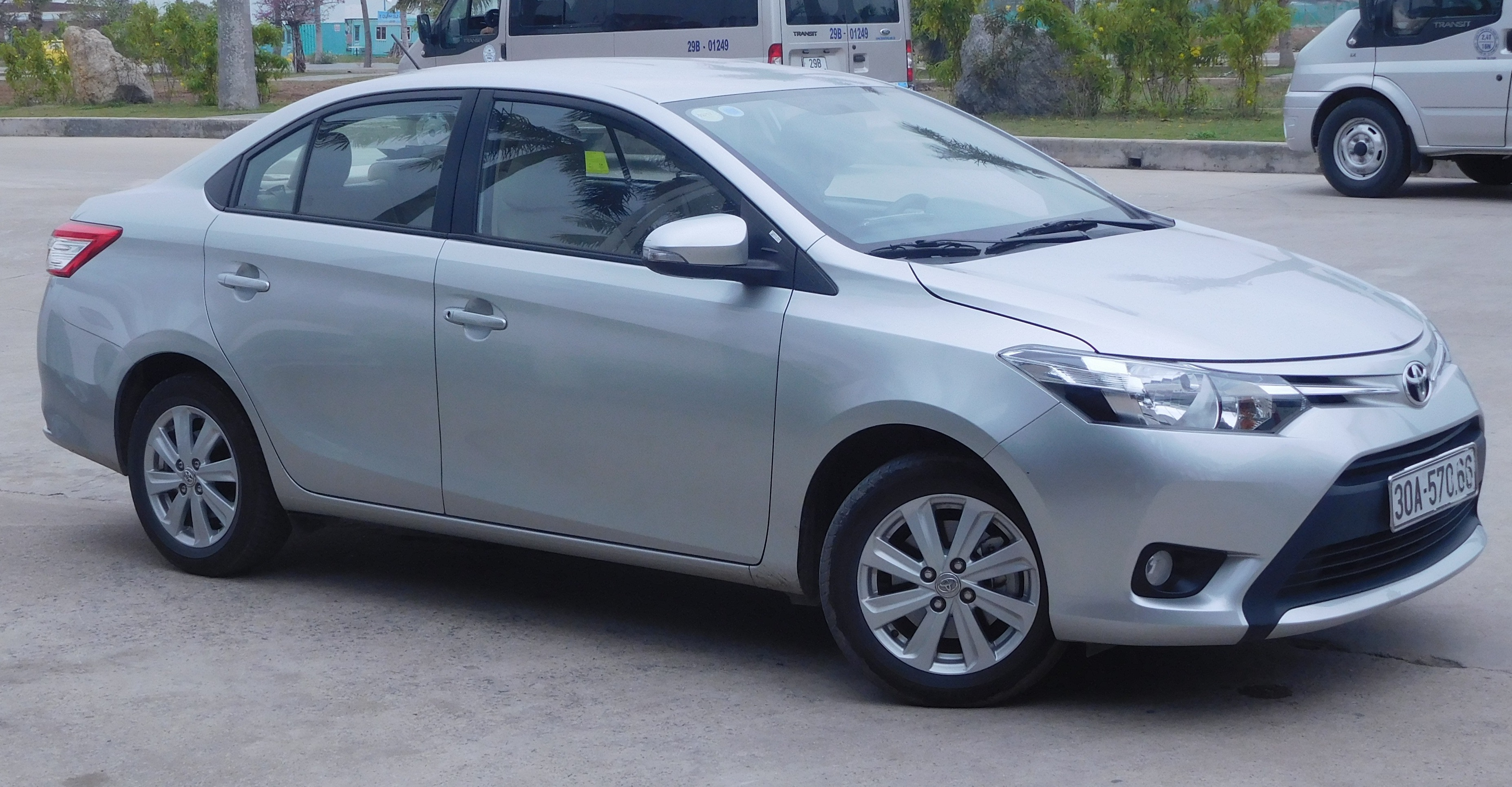
바이오스 전기형 전면부

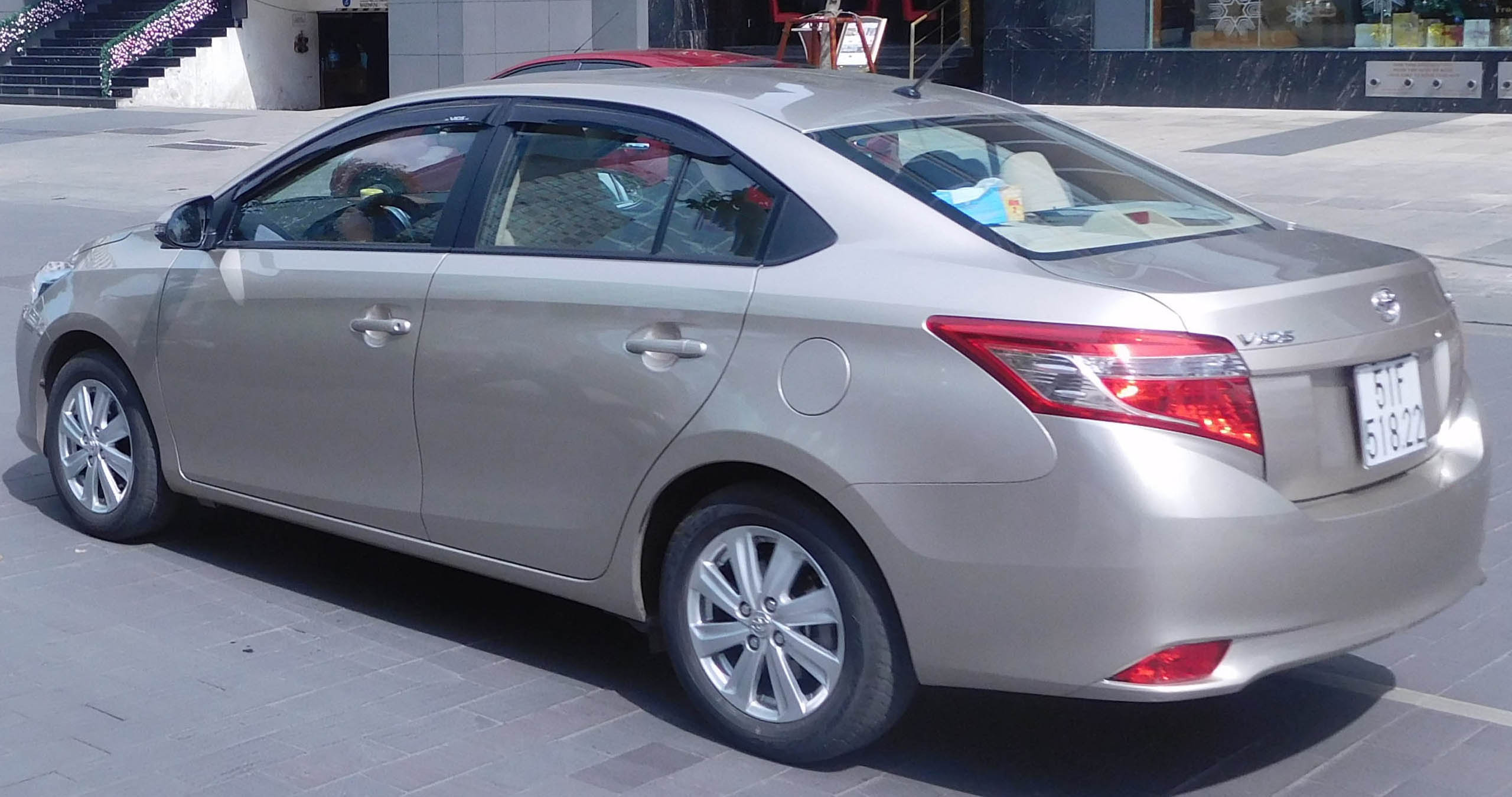
바이오스 전기형 후면부

2013년 3월에 개최된 방콕 모터쇼에서 공개되었고으며, 여러 아시아 국가들에 순차적으로 도입되었다. 동년 11월에는 중국에서도 발매되었으며, 2014년에 대만과 베트남에서는 같은 명칭인 바이오스, 중동에서는 야리스 세단으로 발매되었다. 2016년 6월에는 중국에서, 2017년 1월에는 태국에서 페이스리프트 모델이 출시되었다. 태국 시장의 경우, 바이오스와는 별개로 야리스 ATIV라는 형제차가 추가되었다. 동년 3월에는 중국 시장용 야리스 L의 형제차 겸 해치백 사양인 바이오스 FS가 발매되었으며, 해당 차종의 형제차인 야리스 L 세단이 추가되었다. 2018년에는 인도네시아, 싱가포르, 대만 등지에서 야리스 ATIV와 같은 외관으로 페이스리프트된 모델이 발매되었다.

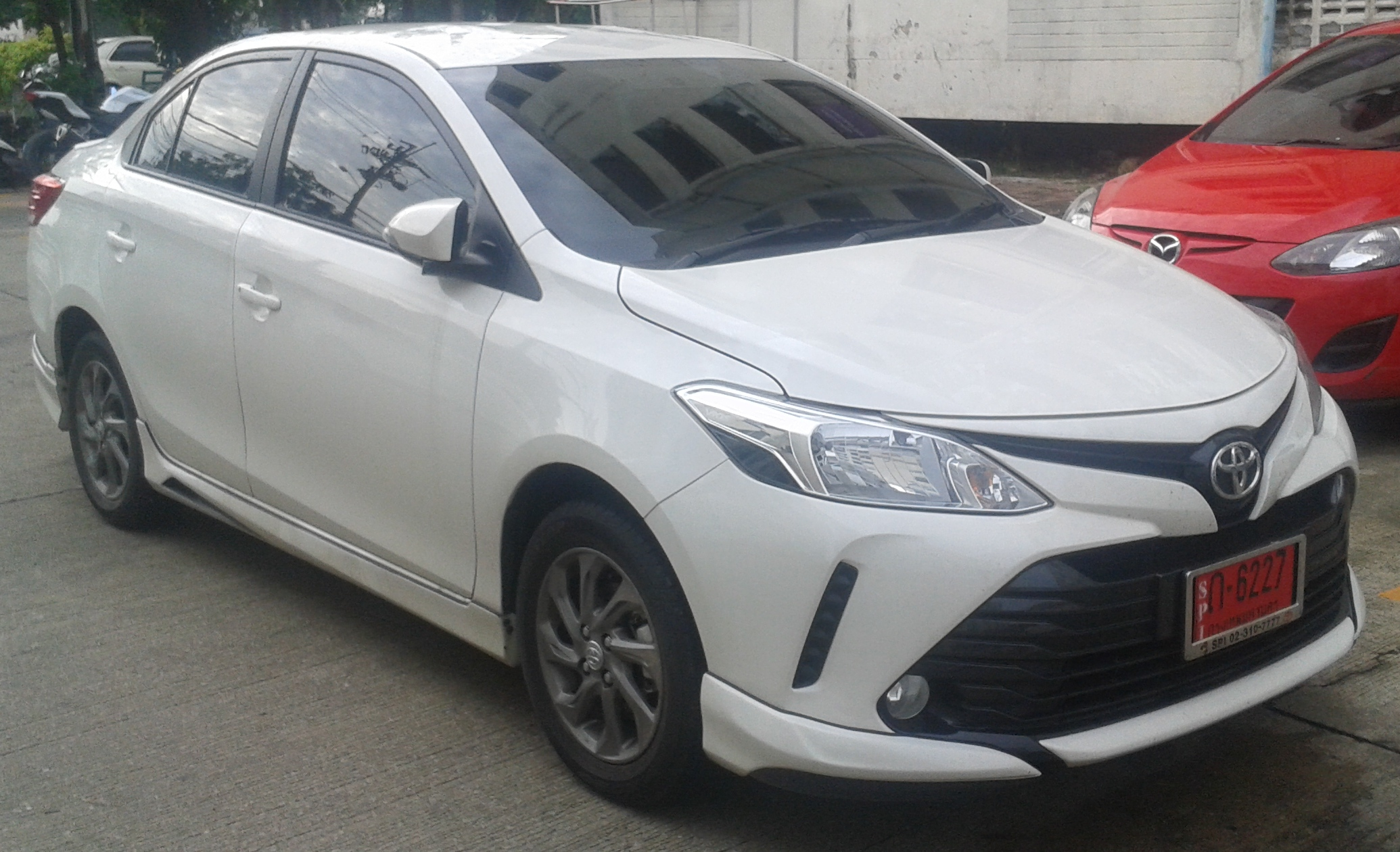
중국 및 태국 시장용 바이오스 후기형 전면부
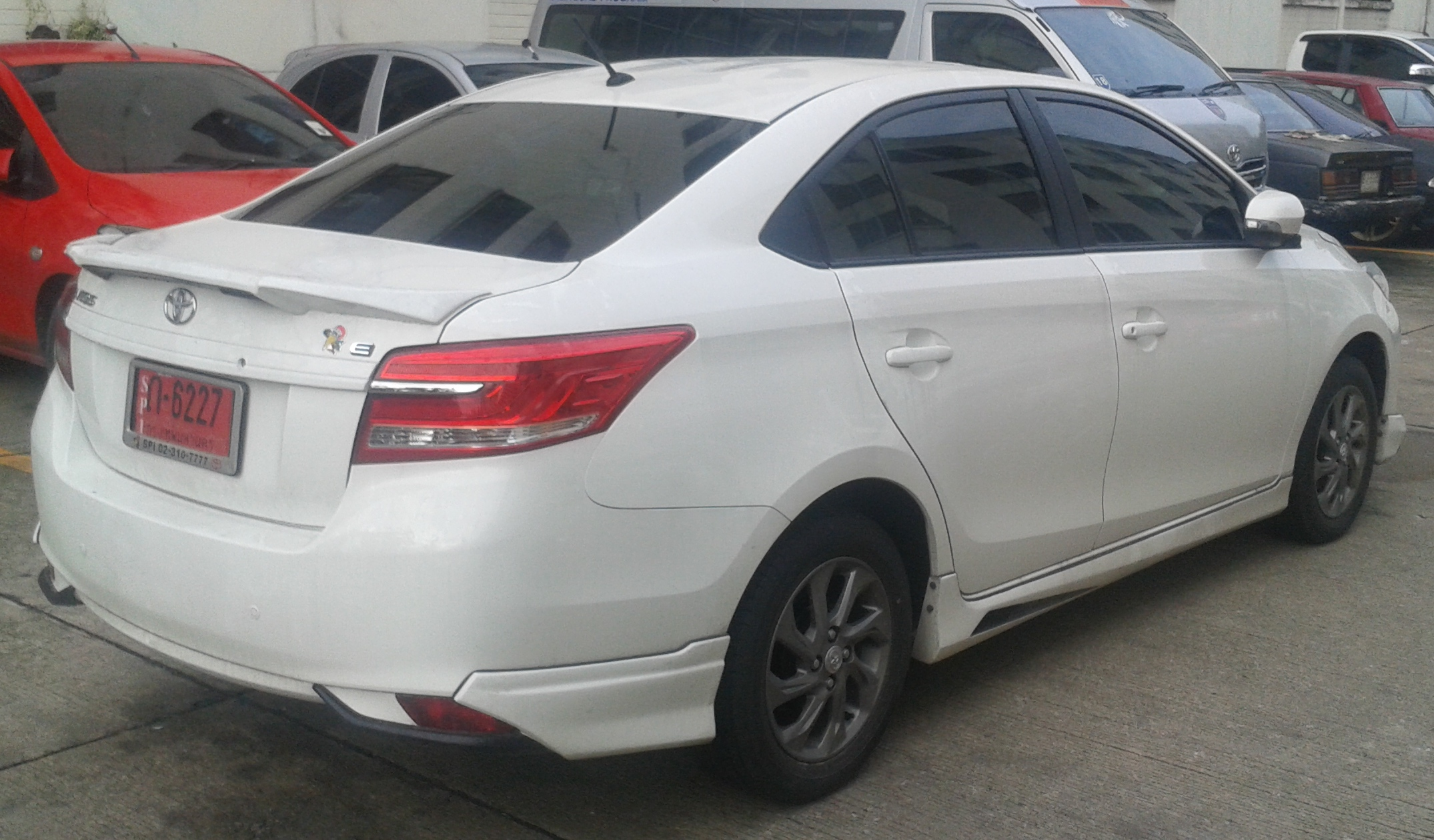
중국 및 태국 시장용 바이오스 후기형 후면부
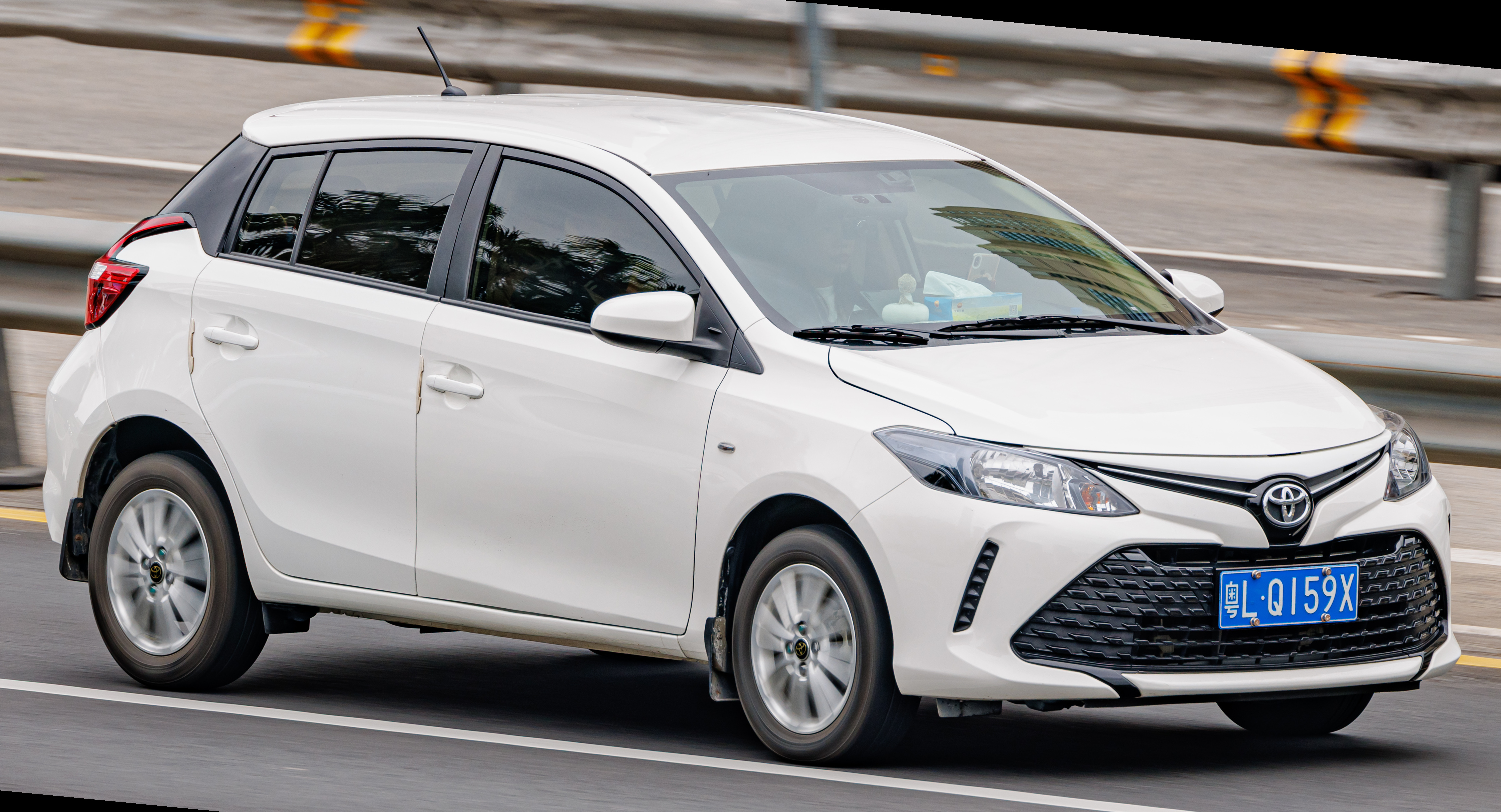
바이오스 FS 전기형 전면부
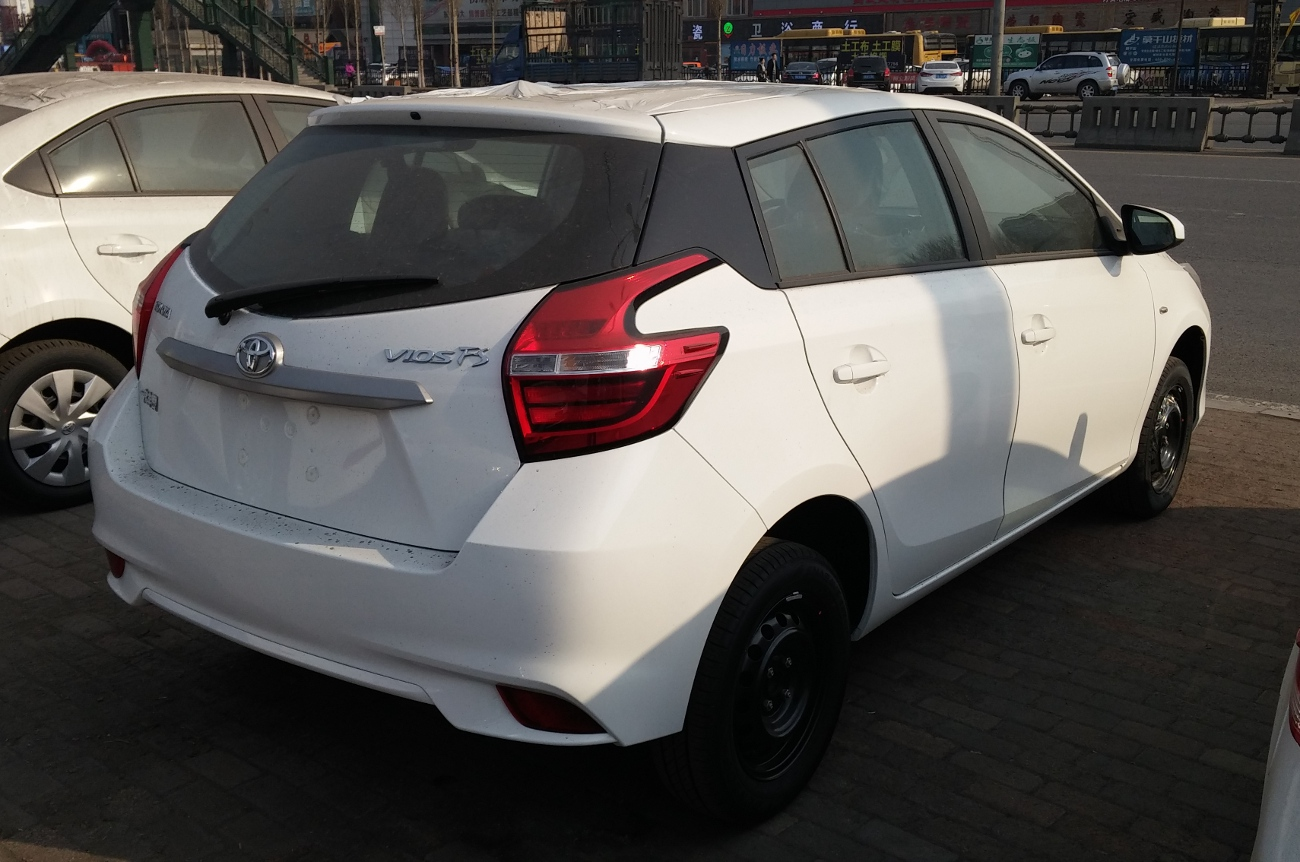
바이오스 FS 전기형 후면부
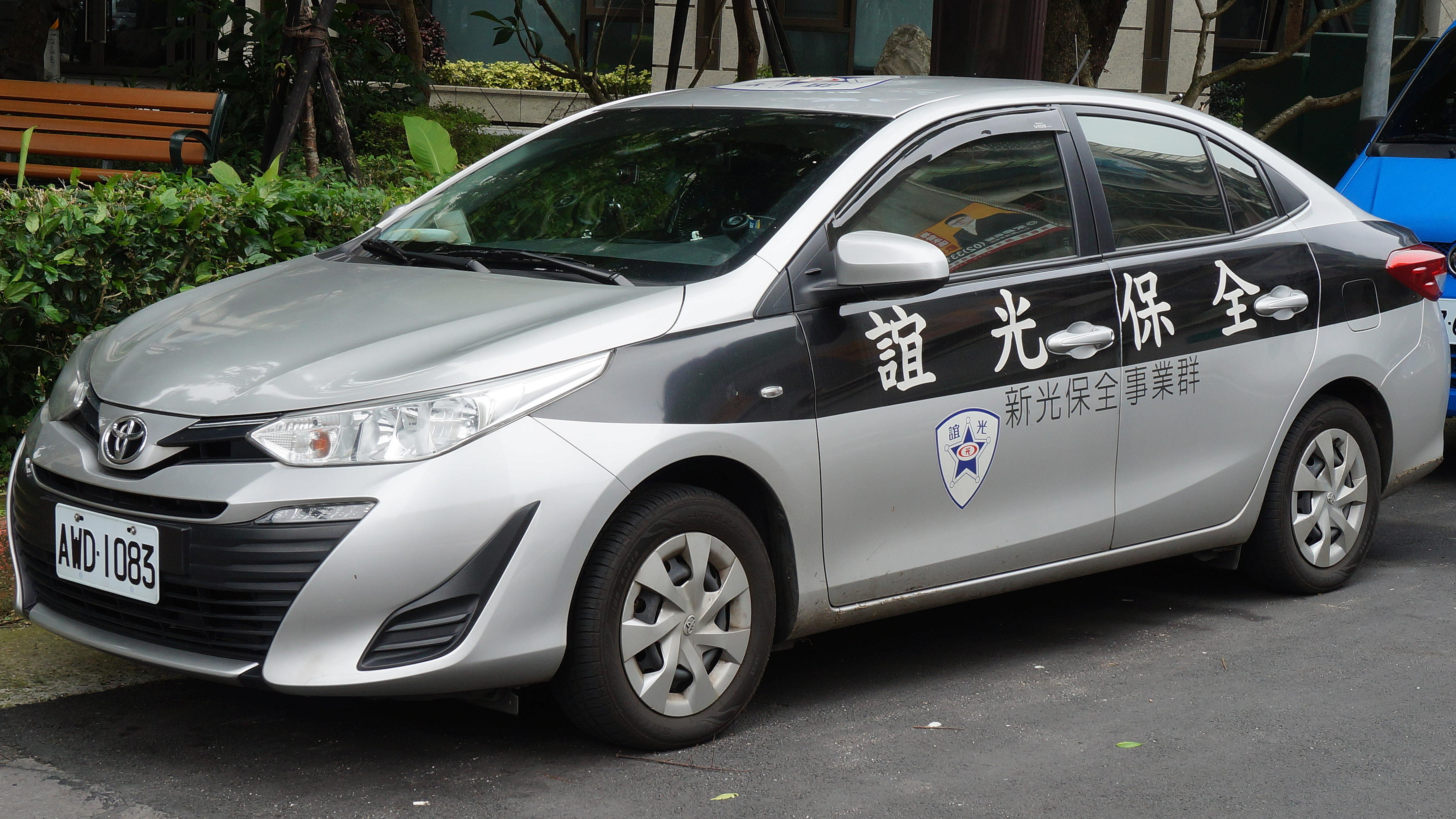
바이오스 후기형(이공 보안 소속 차량)
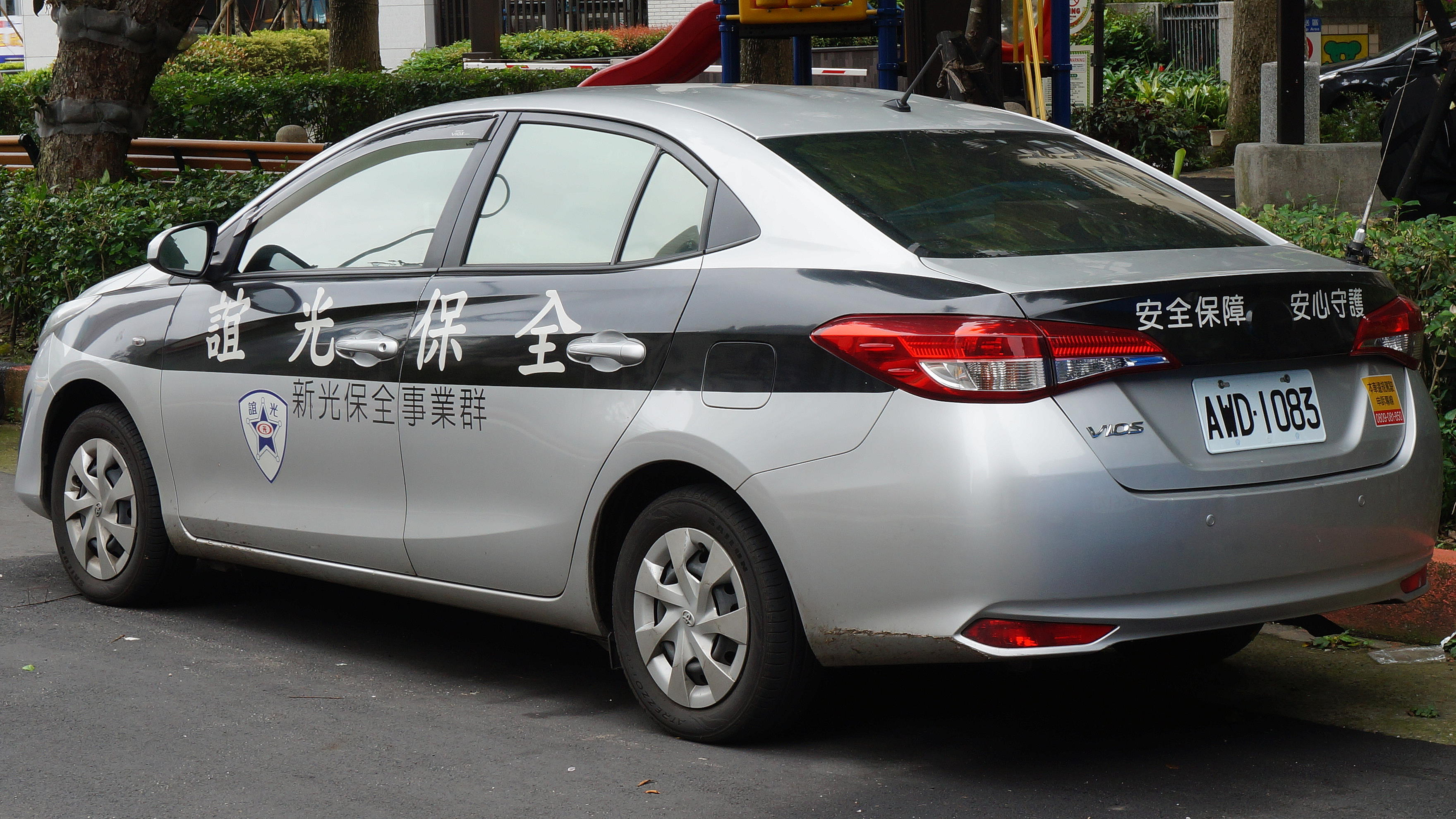
바이오스 후기형(이공 보안 소속 차량)
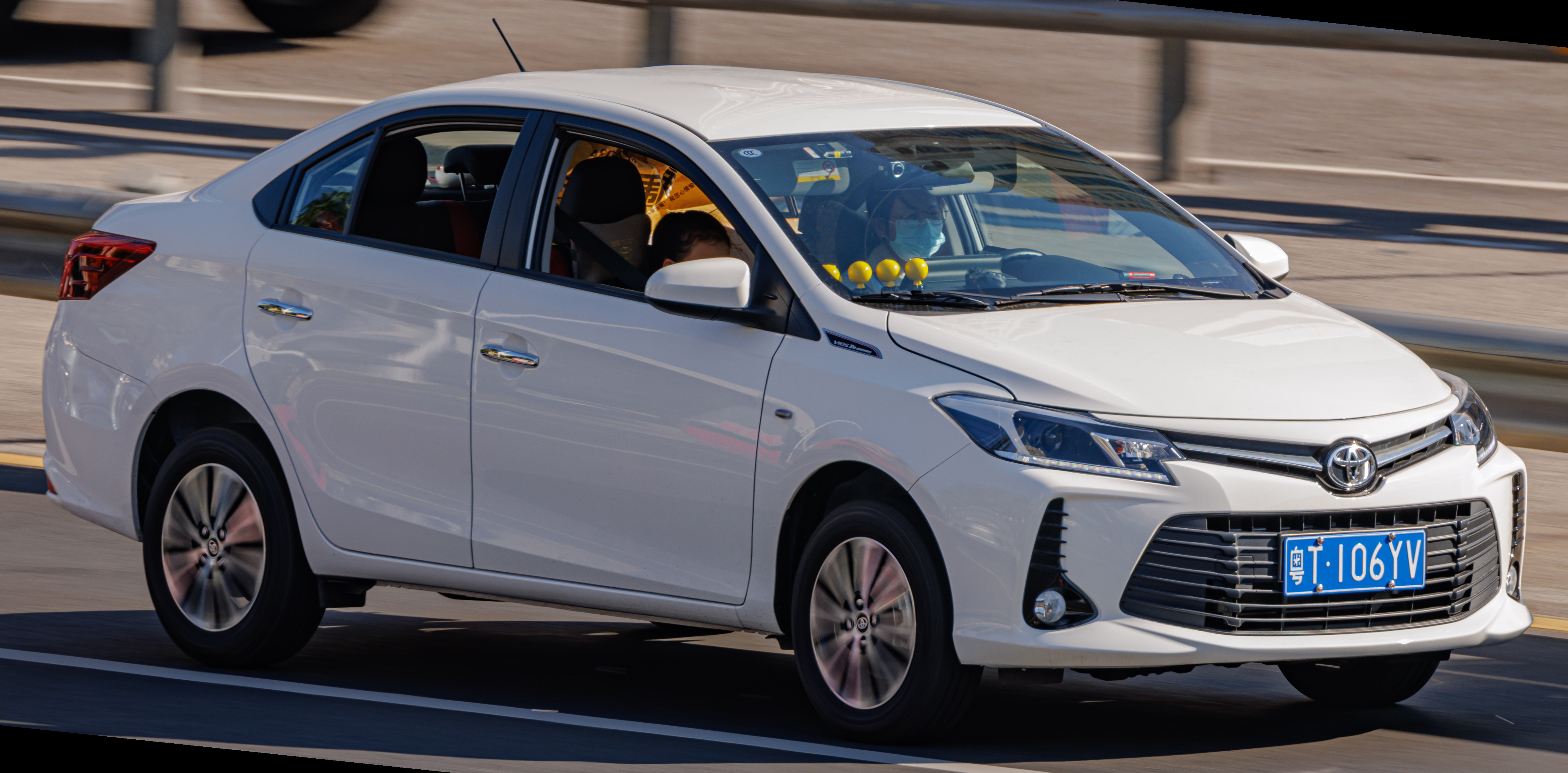
중국 및 태국 시장용 바이오스 최후기형
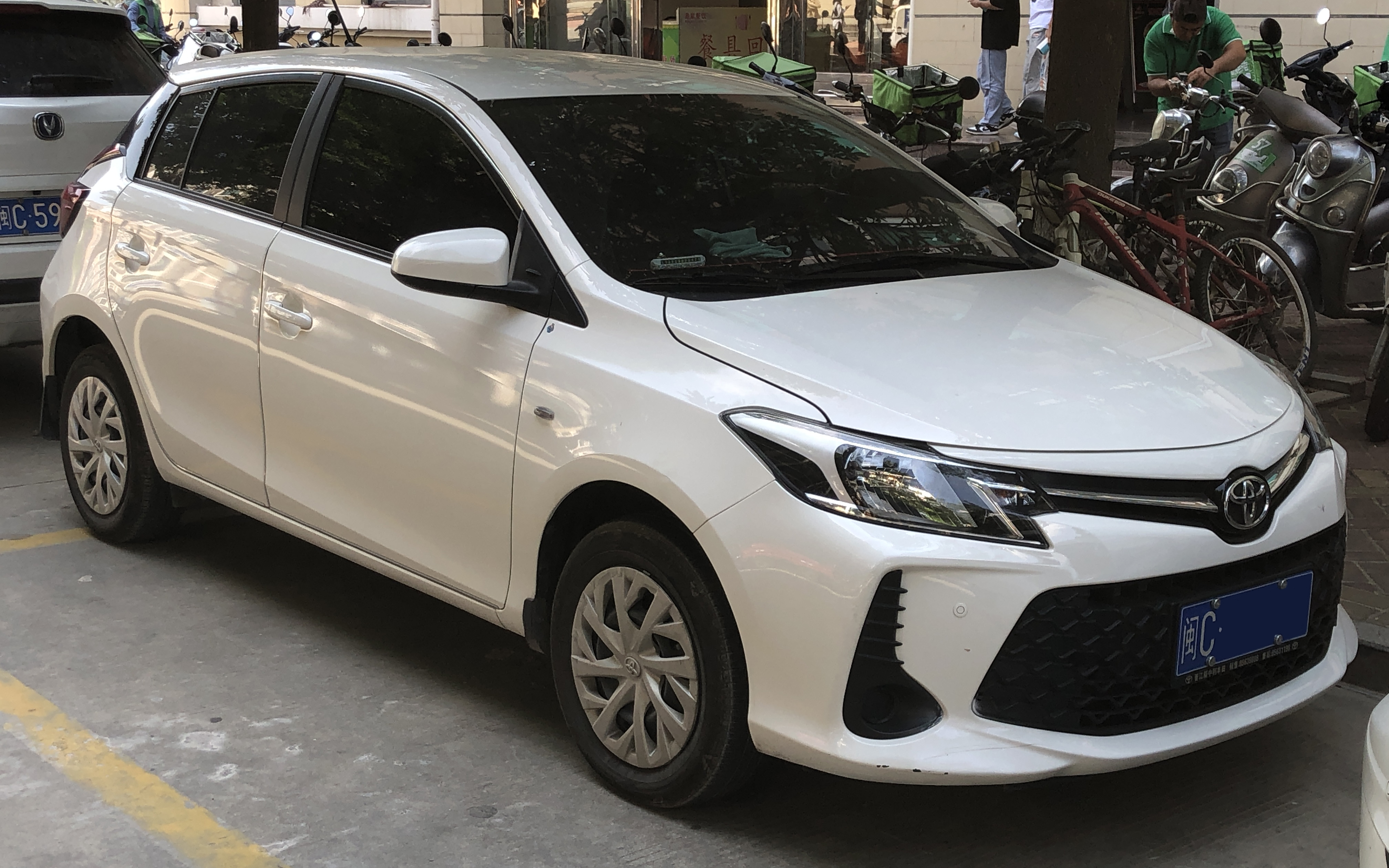
바이오스 FS 후기형 전면부
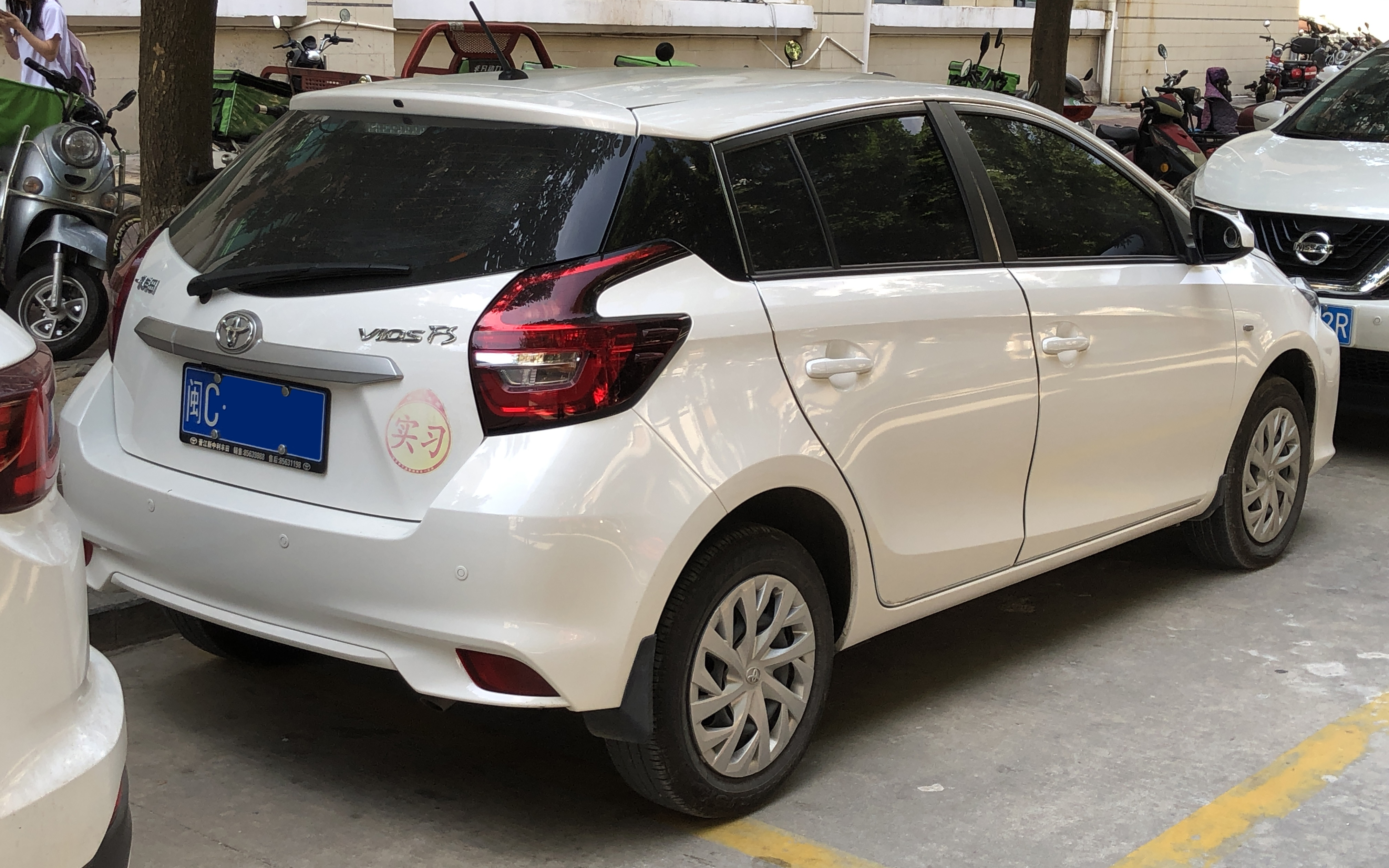
바이오스 FS 후기형 후면부
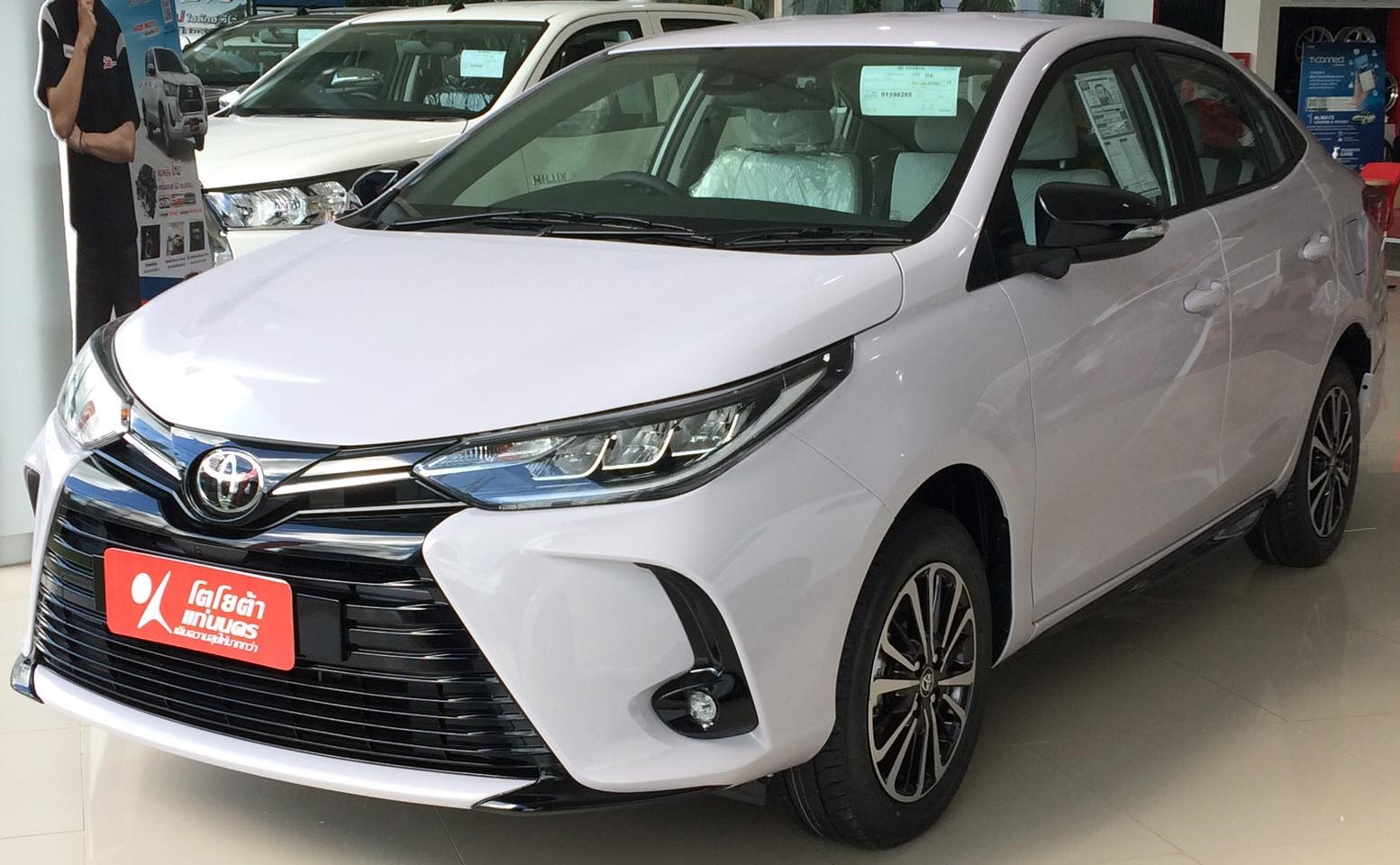
야리스 아티브 후기형

## 4세대

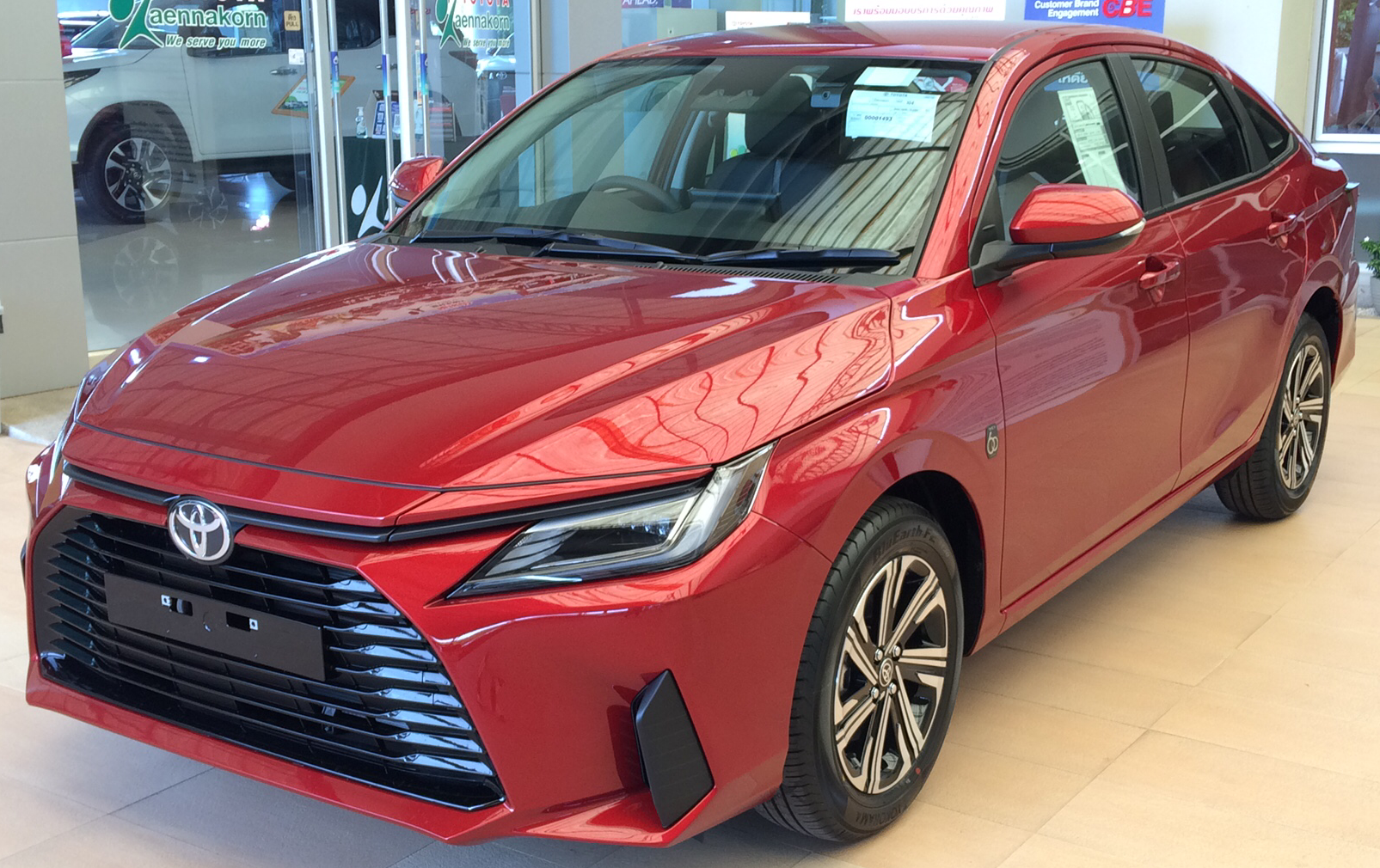
바이오스 전기형 전면부

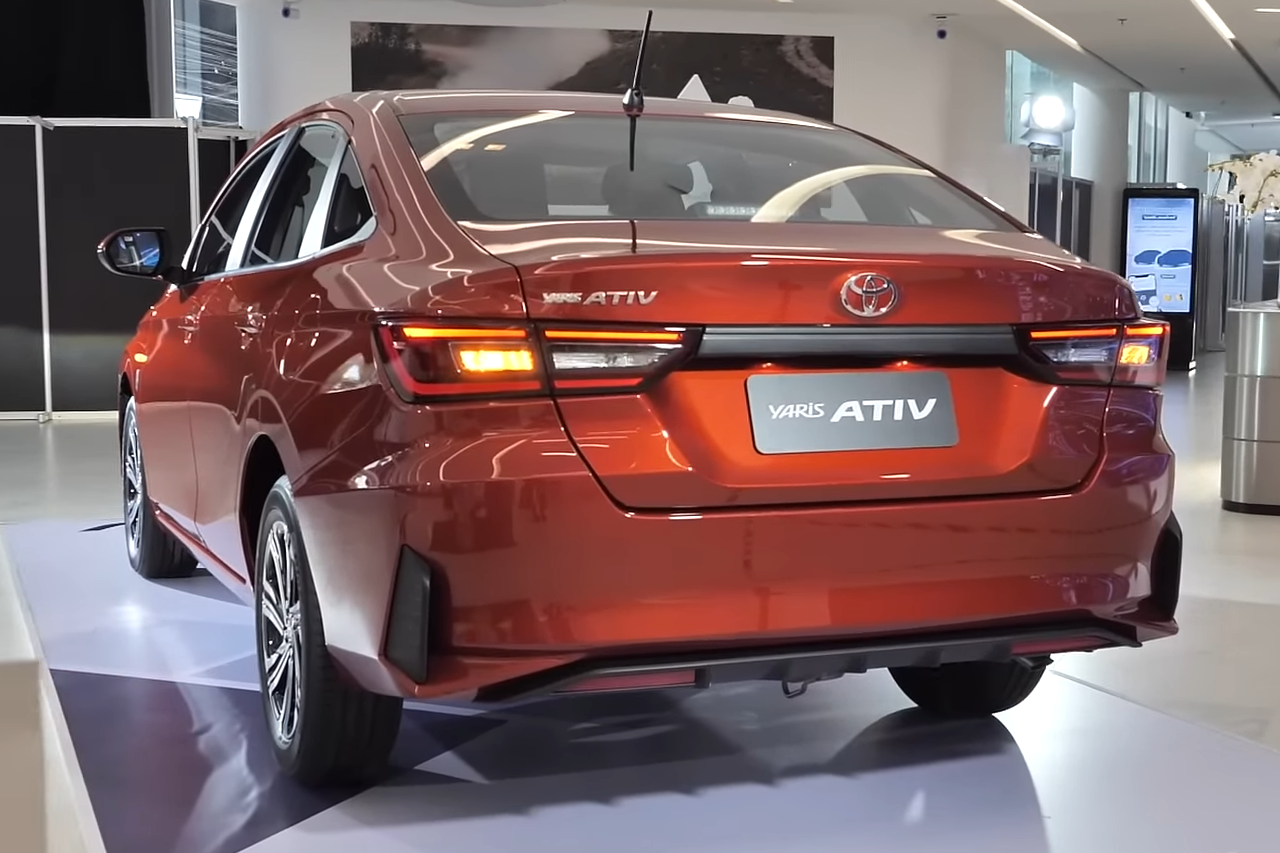
바이오스 전기형 후면부

다이하츠의 DNGA-B 플랫폼을 기반으로 구축된 야리스 에이티브로 2022년 8월 9일 태국에서 출시되었다.

## 미디어에서의 등장
플래시 게임 3D Racing Craze에서 2세대 모델이 등장하였다.

## 경쟁 차종
- 혼다 - 시티, 크라이더
- 닛산 - 알메라
- 마쓰다 - 2
- 미쓰비시 - 미라쥬
- 현대 - 엑센트
- 기아 - K2, 리오
- 폭스바겐 - 벤토
- 푸조 - 301